# Björktjärnen (Färnebo socken, Värmland, 662785-139814)
Björktjärnen är en sjö i Filipstads kommun i Värmland och ingår i Göta älvs huvudavrinningsområde. Sjön har en area på 0,388 kvadratkilometer och ligger 246,2 meter över havet. Sjön avvattnas av vattendraget Tannsjöälven.

## Delavrinningsområde
Björktjärnen ingår i det delavrinningsområde (663049-139653) som SMHI kallar för Utloppet av Tannsjön. Medelhöjden är 272 meter över havet och ytan är 9,56 kvadratkilometer. Det finns inga avrinningsområden uppströms utan avrinningsområdet är högsta punkten. Tannsjöälven som avvattnar avrinningsområdet har biflödesordning 4, vilket innebär att vattnet flödar genom totalt 4 vattendrag innan det når havet efter 390 kilometer. Avrinningsområdet består mestadels av skog (77 procent). Avrinningsområdet har 0,94 kvadratkilometer vattenytor vilket ger det en sjöprocent på 9,8 procent.